# Vladimir Oravsky
Vladimir Oravsky (Csehszlovákia, Rozsnyó, 1947. január 22. –) svéd író és rendező.

## Élete
Oravsky gyerek- és ifjúsági könyvek szerzője, ezenkívül írt színpadi műveket és filmszövegkönyveket. Példaképéhez, George S. Kaufmanhoz hasonlóan másokkal együtt is alkot közösen, társszerzői között találjuk a következőket: Kurt Peter Larsen, Daniel Malmén, Michael Segerström, Lars von Trier és Jakob Stegelmann. Könyvei különböző kiadóknál jelentek meg, mint amilyen a Studentlitteratur, H:ström – Text & Kultur, Nya Doxa és a Symposion.
A Kurt Peter Larsennel együtt írt AAAHR!!! című színdarabja megnyerte az International Playwrights által kiírt drámaíró versenyt, a Malménnal együtt szerzett Zlata Ibrahimovic naplója (utalás a világhírű Zlatan Ibrahimović futballistára) című színjátéka, mely az azonos című regény alapján készült, a stockholmi Királyi Drámaszínház (Kungliga Dramatiska Teatern) pályázatának egyik nyertese.
Oravsky tíz színdarabot rendezett, továbbá mintegy ötven videóklipet, reklám- és nevelő célzatú filmet, valamint zsűritagja volt több nemzeti és nemzetközi fesztiválnak, mint amilyen a Midem, a cannes-i fesztivál keretén belül, 1993 és 1995 között. Több száz cikke mintegy hatvan skandináviai újságban jelent meg.
Mielőtt íróvá vált volna, mindenesként tartotta fenn magát, főként a kultúra világában Svédországban, Dániában, Svájcban, Thaiföldön és az Egyesült Államokban. Közöl és rendez álnév alatt is. Álnevei között találjuk ezeket: Vlado Oravsky, Vladimir Aurum Oravsky, Vladimir Aurum valamint Zlata Ibrahimovic

## Válogatás műveiből
- Kulturen bakom kulturen / Kultúra a kultúra mögött
- Lathund för ambitiösa katter / Sorvezető ambiciózus macskák számára
- Dumma byxa ut och gå när man nappar på en tå. / Buta bugyi, szedd magad, bekapják a lábadat
- Marie Antoinette: The Movie
- Flykten under jorden / Menekülés a föld alatt
- Det rena landet: en berättelse om våldtäkt / Patyolat-ország, egy nemi erőszak története
- På väg: Berättelser av Zlata Ibrahimovic / Úton: történetek Zlata Ibrahimovicsról. Rocky Horror Prostata Show
- Utbrytarkungens knep: eller Hur jag slutade ängslas och lärde mig älska Sverige / A kitörések királya avagy hogyan szűntem meg aggódni továbbá szerettem meg Svédországot
- Friheten i kulturen: Reflexioner kring tystnad och repression inom kulturetablissemanget / Szabadság a kultúrában: reflexiók a hallgatásról illetve a megtorlásról a kultúrszférában
- Bergman och Jane: en nekrokomisk spöksonat / Bergman és Jane – nekrokomikus kísértetszonáta
- Till dig jag vänder åter ...: en naken kostymroman / Hozzád térek vissza – meztelen kosztümös darab
- Från Astrid till Lindgren /Astridtól Lindgrenig; nyilvánvalóan a világhírű svéd meseíróról van szó